# Villié-Morgon
Villié-Morgon település Franciaországban, Rhône megyében. Lakosainak száma 2132 fő (2022. január 1.). Villié-Morgon Chiroubles, Cercié, Corcelles-en-Beaujolais, Fleurie, Lancié, Régnié-Durette, Belleville-en-Beaujolais és Deux-Grosnes községekkel határos.

## Népesség
A település népessége az elmúlt években az alábbi módon változott:
| Lakosok száma | 2048 | 2108 | 2206 | 2111 | 2124 | 2137 | 2129 | 2127 | 2132 |
|               | 2013 | 2015 | 2016 | 2017 | 2018 | 2019 | 2020 | 2021 | 2022 |